# 제주판관 고경준의 금관조복
제주판관 고경준의 금관조복은 제주특별자치도 제주시 이도2동 539-14 제주교육박물관내(위탁관리)에 있다. 2013년 12월 27일 제주특별자치도의 향토유산 제8호로 지정되었다.

## 지정 사유
금관조복이란 조선시대 문무백관이 동지, 설날, 국경일, 나라에 경사가 있을 때나 종묘사직에 제사를 지낼 때 입덧 옷이다.
판관 고경준의 유품은 이호동 오도롱 마을 종손댁에 보관 중 1948년 4․3사건 때 소실 직전 건졌다고 한다.
조선시대 복식연구에 귀중한 자료로 활용할 수 있고 보존가치가 높다.